# Xoán Bascuas

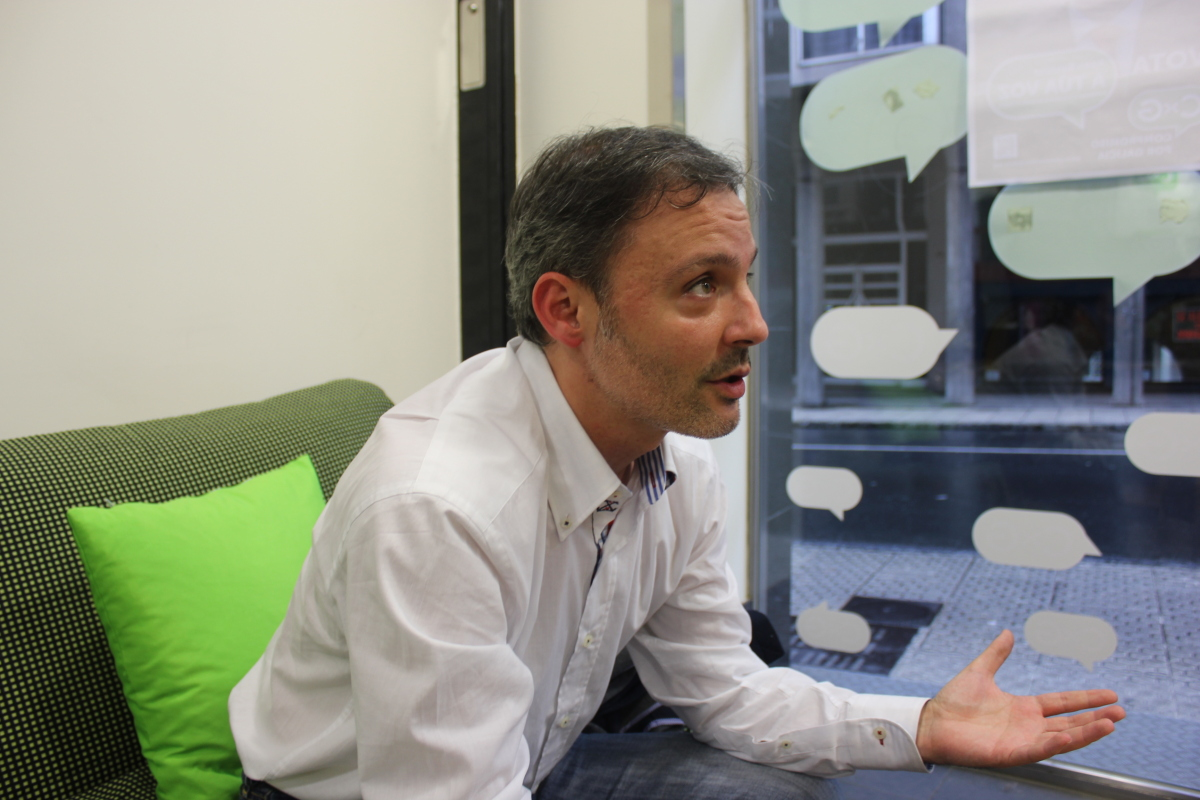
Xoán Bascuas en una entrevista.

Xoán Carlos Bascuas Jardón, nacido en Rüsselsheim (Hesse, Alemania) el 21 de septiembre de 1970, es profesor universitario y político español.

## Trayectoria
Licenciado en Ciencias Políticas por la Universidad Complutense de Madrid, en la actualidad ejerce como profesor de Trabajo Social (EUTS) en la Universidad de Santiago de Compostela. Secretario Xeral de Compromiso por Galicia, fue delegado de la Consellería de Vivienda en la Provincia de La Coruña durante el gobierno bipartito en la Junta de Galicia (PSdeG-BNG) (2005-2009). El 11 de marzo de 2012, Máis Galiza, corriente integrada hasta ese momento en el BNG, decide elegirlo como Secretario Xeral, al mismo tiempo que se organiza como partido y abandona la formación frentista. Después de ganar las primarias celebradas el 14 de septiembre de ese mismo año, encabezó las listas de Compromiso por Galicia para las elecciones al Parlamento Gallego. El 16 de diciembre de 2012, en el congreso constitucional de Compromiso por Galicia, la mayoría de la afiliación decide que sea su primer secretario general.